# Stórafjall
Stórafjall är ett berg i Färöarna (Kungariket Danmark). Det ligger i sýslan Eysturoya sýsla, i den nordöstra delen av landet, 16 km norr om huvudstaden Tórshavn. Toppen på Stórafjall är 567 meter över havet. Stórafjall ligger på ön Eysturoy.
Terrängen runt Stórafjall är kuperad. Havet är nära Stórafjall österut. Runt Stórafjall är det ganska glesbefolkat, med 36 invånare per kvadratkilometer. Närmaste större samhälle är Klaksvík, 10,7 km nordost om Stórafjall.